# Ильинское сельское поселение (Слободской район)
Ильинское сельское поселение — муниципальное образование в составе Слободского района Кировской области России.
Центр — село Ильинское.

## История
Ильинское сельское поселение образовано 1 января 2006 года согласно Закону Кировской области от 07.12.2004 № 284-ЗО.

## Население
| 2010  | 2012  | 2013  | 2014  | 2015  | 2016  | 2017  |
| ----- | ----- | ----- | ----- | ----- | ----- | ----- |
| 1979  | ↗1986 | ↘1975 | ↘1955 | ↗1990 | ↘1958 | ↘1911 |
| 2018  | 2019  | 2020  | 2021  |       |       |       |
| ↘1858 | ↘1781 | ↘1752 | ↗1999 |       |       |       |

## Состав
В состав поселения входят 13 населённых пунктов (население, 2010):
| - село Ильинское — 1168 чел.; - деревня Бажгалы — 10 чел.; - посёлок Белохолуницкий разъезд — 8 чел.; - починок Бор — 0 чел.; - деревня Боронское — 9 чел.; - деревня Малые Касьяны — 2 чел.; - посёлок Петрино — 3 чел.; | - деревня Понизовье — 10 чел.; - посёлок Рыбопитомник — 30 чел.; - деревня Салтыки — 488 чел.; - деревня Слободка — 117 чел.; - посёлок Турбаза — 0 чел.; - деревня Яговкино — 134 чел. |